# Paul Julius Reuter

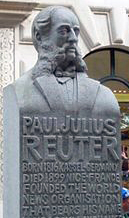
Socha P. J. Reutera v londýnské City

Paul Julius baron von Reuter (21. července 1816 Kassel – 25. února 1899 Nice) byl britský novinář a mediální podnikatel německého původu, jenž založil tiskovou agenturu Reuters.

## Biografie
Narodil se v německém městě Kasselu v židovské rodině jako Israel Beer Josaphat. Jeho otec byl rabín.
V Göttingenu se Reuter setkal s C. F. Gaussem, jenž prováděl pokusy s přenosem elektrických signálů pomocí kabelů.
29. října roku 1845 Reuter odjel do Londýna a začal používat jméno Joseph Josephat. 16. listopadu téhož roku konvertoval ke křesťanství a změnil své jméno na Paul Julius Reuter. O týden později, 23. listopadu, se oženil v Berlíně s Idou Marií Elizabeth Clementinou Magnusovou a měl s ní dva syny. 
V roce 1847 spolu s Josephem Abrahamem Stargardtem založili v Berlíně knižní vydavatelství Reuter and Stargardt. Po vypuknutí revoluce roku 1848 vydávali radikální pamflety. Po selhání revoluce opustil Německo a odešel do Paříže, kde pracoval v informační agentuře C.-L. Havase, pozdější Agence France-Presse.
V době, kdy vznikala telegrafie, Reuter založil v Cáchách první kancelář Reuters. Na telegrafní trase Berlín–Paříž scházelo propojení v úseku Cáchy–Brusel; Reuter toto spojení zajistil pomocí poštovních holubů. Ti umožňovali doručování zpráv mnohem rychleji než poštovní vlaky, díky čemuž Reuter měl výrazně rychlejší přístup k informacím z pařížské burzy. Holubi byli nahrazeni přímým telegrafním spojením roku 1851.
V roce 1851 Reuter znovu přesídlil do Londýna a zřídil kancelář u londýnské burzy cenných papírů. V té době založil tiskovou agenturu Reuters, která se později stala jednou z největších světových agentur informujících o finančních trzích.
17. března 1857 Reuter získal občanství Velké Británie. Následně se zasadil o zřízení telegrafního spojení na evropský kontinent pod Lamanšským průlivem. Roku 1863 bylo dále prodlouženo na jihozápadní pobřeží Irska, do Corku. Z lodí připlouvajících ze Spojených států amerických byly poblíž Corku vhazovány do moře nádoby s depešemi, které byly vytahovány a ihned telegrafovány do Londýna; tam se tak dostávaly před příjezdem lodí.
7. září 1871 udělil Reuterovi kníže ze Saska-Coburgu Ernest II. titul barona.
V roce 1872 si s pomocí úplatků vyjednal u perského šáha Násira ad-Dína koncesi na téměř veškeré tehdy známé přírodní bohatství země a její industrializaci. Reuter získal sedmdesátiletý monopol na stavbu a provoz železnice, na výnos z dolů (kromě dolů na zlato, stříbro a drahé kameny), na výstavbu vodních kanálů a kanátů a veškeré komunikační infrastruktury (silnic a telegrafů), a také podíly ze všech postavených továren a mlýnů. Na dobu dvacetipěti let měl také monopol na výběr cel. Persii měl být ponechán pouze podíl zhruba 20 % na výnosech z industrializace země. Po zveřejnění znění koncese sklidila všeobecné pobouření všech vrstev Persie a krátce nato byla anulována. Koncese přesto byla jedním z momentů posílení antibritských nálad v perské společnosti.
Julius Reuter zemřel ve francouzském městě Nice v tzv. Reuterově vile. Byl pohřben do rodinné hrobky v Londýně na hřbitově West Norwood Cemetery.
Roku 1940 natočil režisér William Dieterle 90minutový film A Dispatch From Reuter's, který zpracovává život J. Reuterse a jeho činnost v informační agentuře.